# Lumbricillus qualicumensis
Lumbricillus qualicumensis is een ringworm uit de familie van de Enchytraeidae. De wetenschappelijke naam van de soort is voor het eerst geldig gepubliceerd in 1969 door Tynen.